# Pliobates cataloniae
Pliobates cataloniae es una especie extinta de hominoidea que vivió hace 11,6 millones de años, durante el Mioceno, y pesaba entre 4 y 5 kg. La especie fue descrita por investigadores del Instituto Catalán de Paleontología Miquel Crusafont a partir de 70 restos fósiles encontrados en enero del 2011 en el vertedero de Can Mata (Hostalets de Pierola). El individuo era una hembra adulta que ha sido bautizada con el nombre de Laia. Esta nueva especie podría ser el último nexo común entre gibones y humanos. El anuncio del hallazgo se hizo el 30 de octubre de 2015 en la revista Science. Su nombre deriva de la mezcla de Pliopithecus e Hylobates, resultando Pliobates cataloniae, y también hace referencia a dónde ha sido descubierto.
Se han encontrado 70 restos fósiles, que incluyen parte del cráneo, los dientes y una parte del brazo izquierdo desde el codo a la muñeca. La anatomía de la articulación entre el húmero y el radio, y los huesos de la muñeca del brazo izquierdo de Laia presentan el diseño básico de los hominoideos actuales. Por lo que se sabe de los fósiles craneales, su grado de encefalización es similar al de los monos y gibones actuales, muy inferior al de los grandes simios.
P. cataloniae muestra, por primera vez en un primate fósil de esta medida, todo un conjunto de caracteres propios de los hominoideos actuales, presumiblemente heredados a partir de su último ancestro común, el cual probablemente vivió en África unos cuantos millones de años antes.